# Baumheide
Die Baumheide (Erica arborea) ist eine Pflanzenart aus der Gattung der Heidekräuter (Erica) innerhalb der Familie der Heidekrautgewächse (Ericaceae).

## Beschreibung

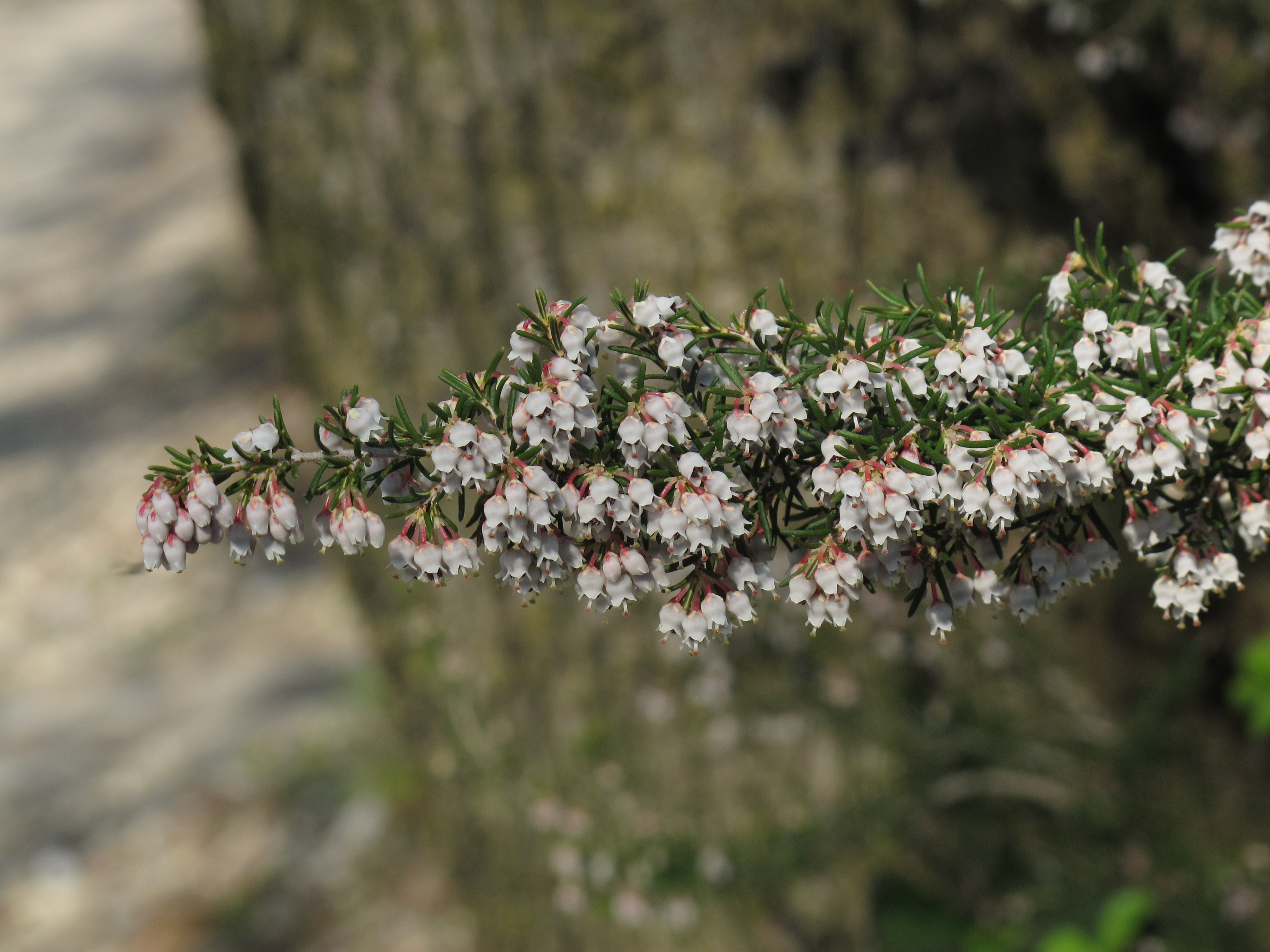
Blütenstand

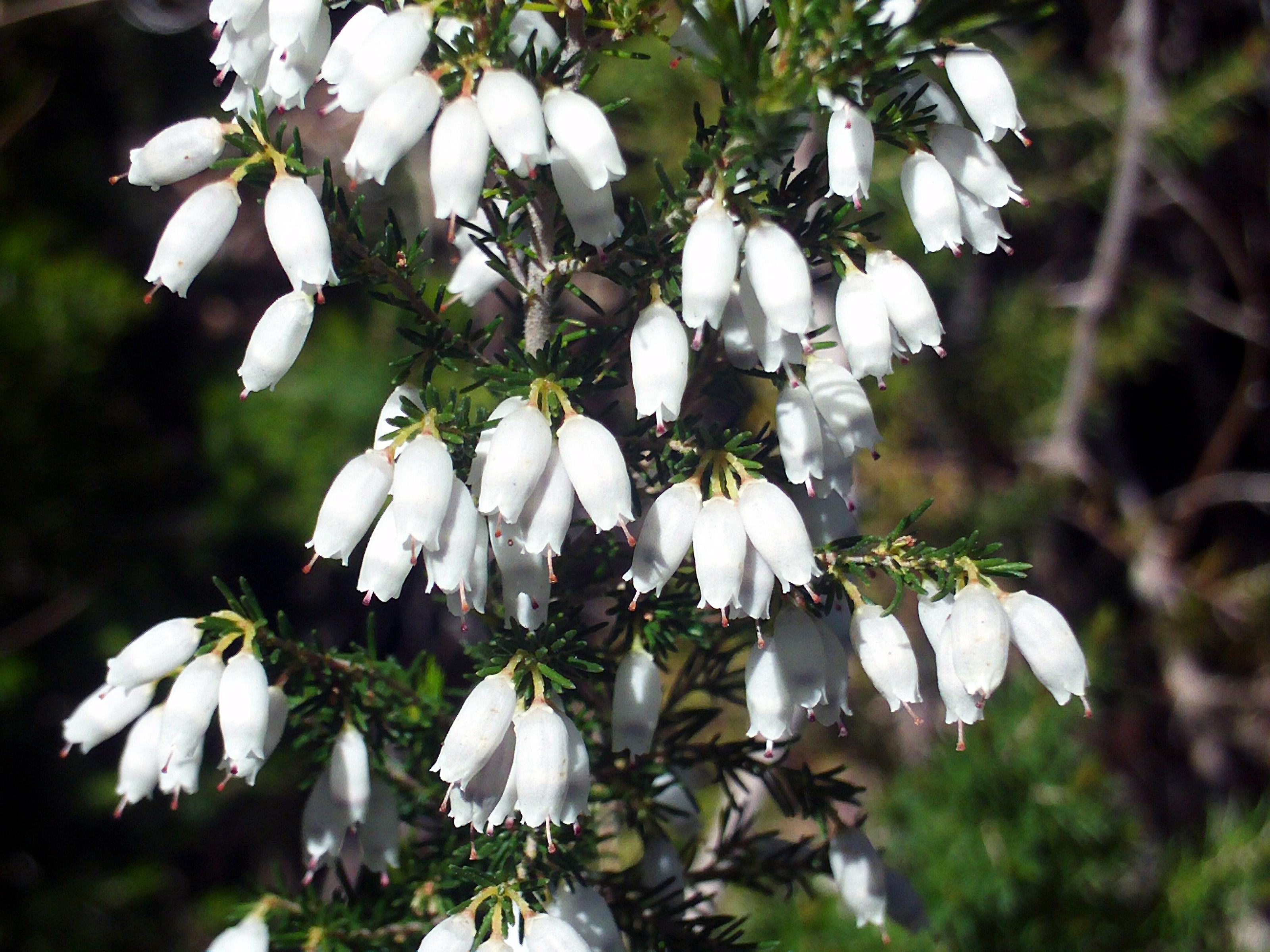
Blüten

### Vegetative Merkmale
Die Baumheide ist ein immergrüner, buschig verzweigter Strauch oder ein Baum, der Wuchshöhen bis über 6 Metern erreicht. In den Lorbeerwäldern auf La Gomera wird Erica arborea bis zu 20 Meter hoch bei einem Stammumfang von 1 Meter. Die Rinde junger Zweige ist weiß behaart, später ist sie rotbraun. 
Die kleinen, nadelartigen, gedrängt, wirtelig bis zu viert angeordneten, dünnen, weichen und biegsamen, länglichen und kahlen, fast sitzenden Laubblätter sind 4 bis 7 Millimeter lang und 0,5 bis 1,5 Millimeter breit. Die rundspitzige und ganzrandige Blattspreite ist komplett seitlich eingerollt, unterseits entsteht so eine Nut.

### Generative Merkmale
Die Blüten erscheinen in Gruppen bis zu viert endständig an Kurztrieben. Viele Blütengruppen stehen in langen, zusammengesetzten und reichblütigen „Scheinblütenständen“ zusammen. Die kleinen, zwittrigen und duftenden, weißen bis blassrosa, oft nickenden Blüten sind vierzählig mit doppelter Blütenhülle. Sie sind 2,5 bis 5 Millimeter lang und haben einen ebenso langen oder längeren Blütenstiel. Der Kelch ist tief vierspaltig und etwa 1,5 Millimeter lang. Die sehr kleinen, gefärbten Kelchzipfel sind bewimpert. Die Krone ist glockenförmig mit kurzen, aufrechten Zipfeln. Es sind acht kurze, eingeschlossene Staubblätter in zwei Kreisen vorhanden. Die braunen Staubbeutel besitzen jeweils zwei kleine Anhängsel. Der kahle, vierkammerige Fruchtknoten ist oberständig mit einem vorstehenden, dicklichen Griffel mit kopfiger, breiter und flacher Narbe. Es ist ein Diskus vorhanden. Die Blüten erscheinen von Februar bis Juli. 
An der reifen Frucht sind noch die Krone sowie die Kelchreste erhalten. Die relativ kleinen, kahlen, trockenen und rundlichen Kapselfrüchte öffnen sich vierklappig fachspaltig = lokulizid und enthalten mehrere Samen. Die Samen sind bei einer Länge von 0,2 bis 0,3 Millimetern eiförmig und ungeflügelt.

## Ökologie
Blütenbesucher sind Dipteren, Hymenopteren, seltener Lepidopteren und Coleopteren. Speziell die Bienenarten der Gattung Andrena Andrena carbonaria sowie Andrena morio und die Wespe Polistes gallicus wurden beobachtet.

## Vorkommen

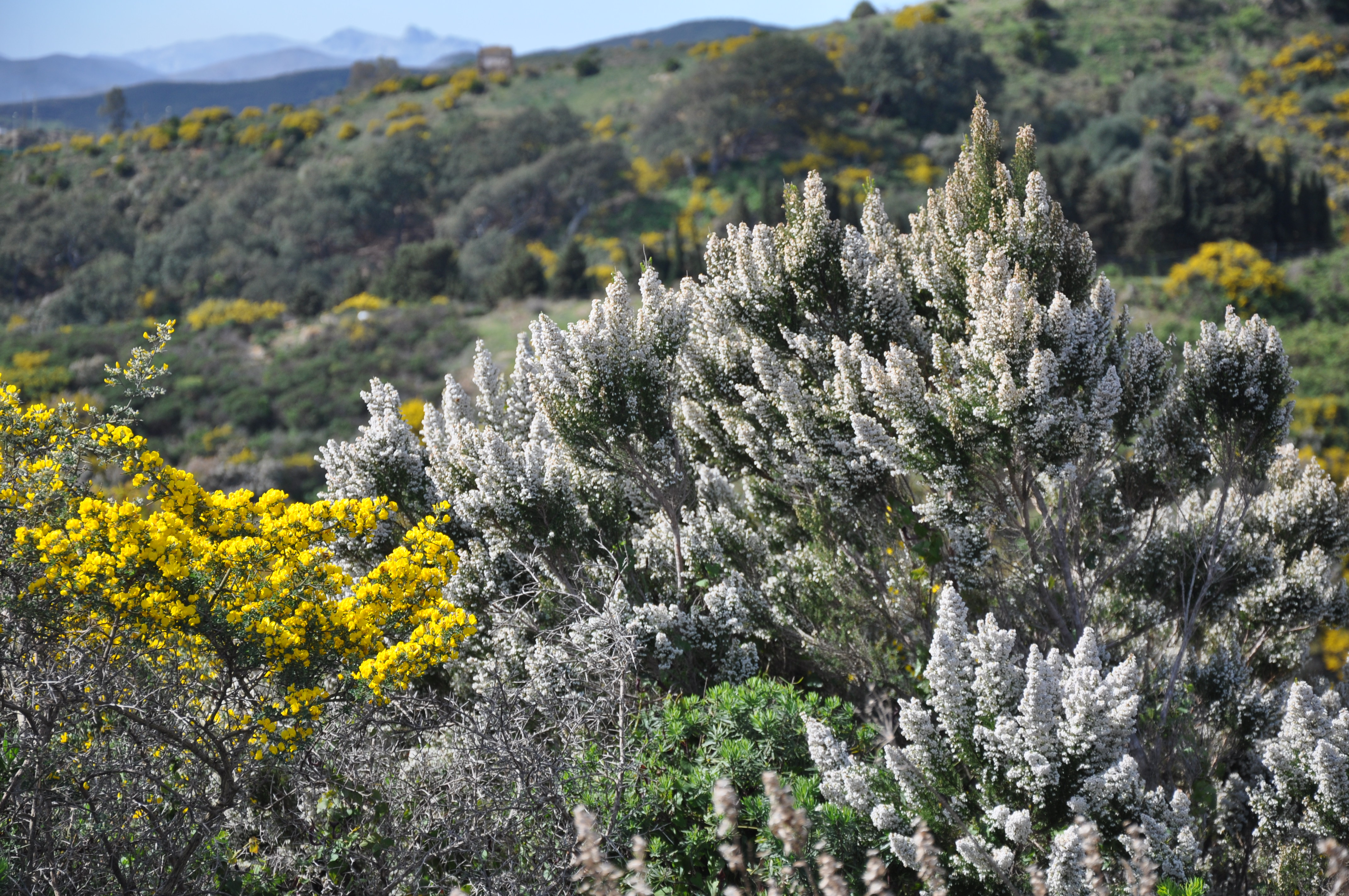
Gebirgslandschaft mit Baumheiden

Das Verbreitungsgebiet umfasst die Azoren, Madeira, Kanaren, den Mittelmeerraum, die Arabische Halbinsel sowie die Gebirge Ostafrikas bis Zentralafrikas. Es werden Vorkommen in folgenden Ländern und Gebieten angegeben: Madeira, Kanaren, Marokko, Algerien, Tunesien, Portugal, Spanien, Balearen, Frankreich, Korsika, Sardinien, Sizilien, Italien, Kroatien, Montenegro, Albanien, Griechenland, Kreta, Inseln in der Ägäis, Türkei, Kaukasusraum, Arabien, Jemen, Äthiopien, Eritrea, Somalia, Kenia, Tschad, Ruanda, Sudan, Tansania, Uganda und Zaire.
Die Baumheide gedeiht vor allem in immergrünen Wäldern und Macchien, besonders auf saurem Gestein.
In Mitteleuropa kommt die Baumheide nur in den Südalpen in Höhenlagen von 450 bis 750 Metern vor. Im Hochland von Äthiopien dagegen kommt sie in Höhenlagen von 3000 bis 4000 Metern vor.

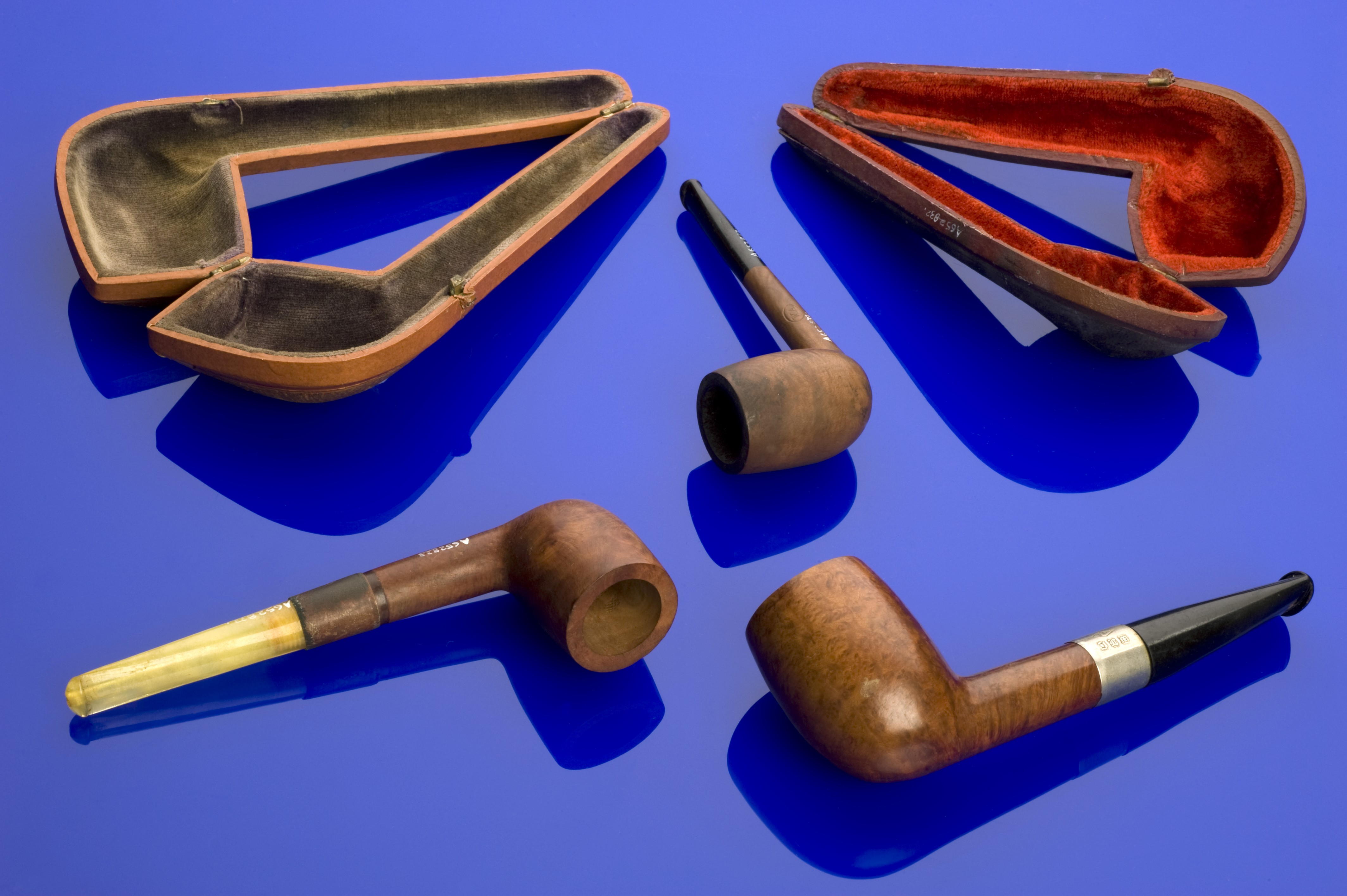
Tabakpfeifen aus Bruyèreholz

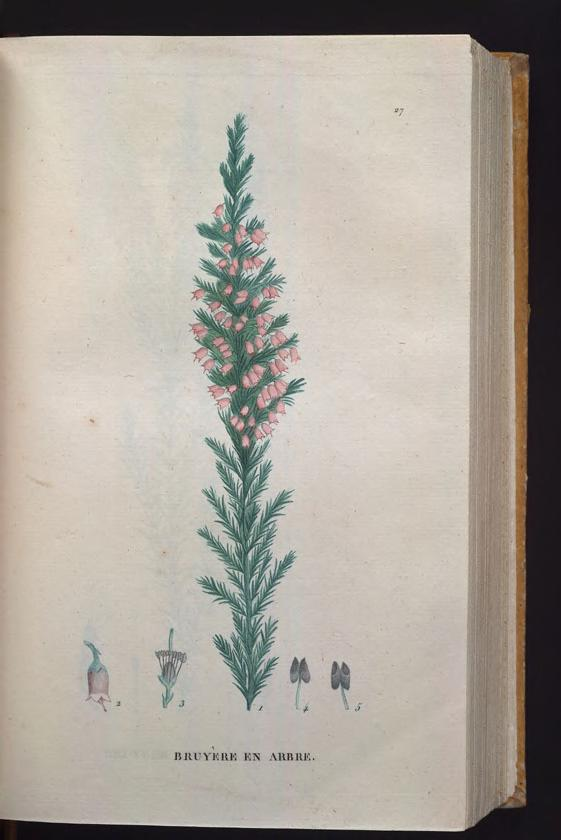
Illustration aus Traite des arbrisseaux et des arbustes cultives en France et en pleine terre, Tafel 27

## Nutzung
Seit etwa Mitte des 19. Jahrhunderts nutzt man – zunächst in Frankreich – die knollenartigen Wurzeln (Maserknolle) zur Herstellung von „Bruyère“-Tabakpfeifen.
Das Edelholz der Wurzeln wird noch immer zur Schmuckherstellung oder für Messergriffe genutzt. Es werden daraus auch Schnitzereien hergestellt und Wurzelstücke werden als „Kauwurzeln“ für Hunde genutzt.
Volksmedizinisch werden Pflanzenteile von Erica arborea bei Infektionen der ableitenden Harnorgane eingesetzt.